# 1146

## Události
- založen rakouský cisterciácký klášter Wilhering
- první zmínka o ruském městě Brjansku
- byzantský císař Manuel I. Komnenos se oženil se švagrovou císaře Svaté říše římské Konráda III.

## Narození
- ? – Gerald z Walesu, waleský kronikář, historik a kartograf († 1223)

## Úmrtí
- 1. srpna – Vsevolod II., kníže Kyjevské Rusi (* kolem 1084)
- 8. srpna – Erik III., norský král (* kolem 1100)
- 14. září – Zengí, guvernér v Mosulu (* 1085)

## Hlavy států
- České knížectví – Vladislav II.
- Svatá říše římská – Konrád III.
- Papež – Evžen III.
- Anglické království – Štěpán III. z Blois
- Skotsko – David I. Skotský
- Francouzské království – Ludvík VII.
- Polské knížectví – Vladislav II. Vyhnanec – Boleslav IV. Kadeřavý
- Uherské království – Gejza II.
- Kastilské království – Alfonso VII. Císař
- Portugalsko – Alfons I. Portugalský
- Dánsko – Erik III. / Sven III. / Knut V. / Valdemar I. Veliký
- Švédsko – Sverker I.
- Norsko – Inge I. Krokrygg
- Kyjevská Rus – Vsevolod II. / Igor / Izjaslav II. Mstislavič
- Rakouské markrabství – Jindřich II. Jasomirgott
- Byzantská říše – Manuel I. Komnenos